# پریش سنت. مارتین (لوئیزیانا)
سنت. مارتین پریش (به انگلیسی: St. Martin Parish) یک قصبه در ایالات متحده آمریکا است که در لوئیزیانا واقع شده‌است.

## خصوصیات
سنت. مارتین پریش ۲٬۱۱۳٫۴۴ کیلومترمربع مساحت دارد.